# Ernst Andersson i Bjertorp
Ernst Gustaf Andersson (i riksdagen kallad Andersson i Bjertorp), född 16 juli 1894 i Hällums församling, Skaraborgs län, död 21 augusti 1962 i Fyrunga församling, samma län, var en svensk lantarbetare och politiker. 
Han var ledamot av riksdagens andra kammare 1944 och tillhörde socialdemokraterna.